# 圣若泽-迪卡亚纳
圣若泽-迪卡亚纳是巴西帕拉伊巴州的一个市镇。总面积176.326平方公里，总人口6039人，人口密度34.2人/平方公里。